# 霍利格羅夫鎮區 (北卡羅萊納州蓋茨縣)
霍利格羅夫鎮區（英語：Holly Grove Township）是位於美國北卡羅萊納州蓋茨縣的一個鎮區。

## 地方資料
霍利格羅夫鎮區的面積為143.84平方千米，當中陸地面積為143.81平方千米，而水域面積為0.03平方千米。根據2020年美國人口普查的數據，當地共有人口1858人，而人口密度為每平方千米12.92人。